# Mormia caliginosa
Mormia caliginosa är en tvåvingeart som först beskrevs av Eaton 1893.  Mormia caliginosa ingår i släktet Mormia och familjen fjärilsmyggor. Inga underarter finns listade i Catalogue of Life.